# Дзера Олександр Васильович
Дзера Олександр Васильович (10 травня 1946, с. Шапіївка — 13 жовтня 2024) — український правник, доктор юридичних наук (1996), професор (2001). Заслужений юрист України (2009). Член-кореспондент Національної академії правових наук України. Професор кафедри цивільного права Київського національного університету імені Тараса Шевченка. Помер 13 жовтня 2024 року.

## Біографія
Дзера Олександр Васильович народився 10 травня 1946 року, в селі Шапіївка, Сквирського району Київської області. У 1972 році закінчив юридичний факультет Київського університету ім. Т.Шевченка, за спеціальністю «правознавство», кваліфікація — юрист.
У 1972–1973 роках працював слідчим прокуратури Подільського району м. Києва. З 1974 року — асистент, доцент, професор кафедри цивільного права юридичного факультету Київського університету ім. Т.Шевченка. З 2001 року — завідувач кафедри. У 1987–1988 роках викладав на юридичному факультеті Аденського університету (Народна Демократична Республіка Ємен, м. Аден).
У 1976 році захистив кандидатську дисертацію, у 1996 році — докторську, на тему «Розвиток права власності громадян в Україні». Вчене звання доцента присвоєно 25 червня 1986 року, звання професора кафедри цивільного права — 26 червня 2001 року.
Помер 13 жовтня 2024 року.

## Наукова діяльність
Основними напрямками наукової діяльності О. В. Дзери є дослідження проблем права власності, договірних та сімейних правовідносин. Він брав участь у розробці проекту Цивільного кодексу України.
Має понад 150 наукових публікацій, серед яких — 10 підручників і навчальних посібників, монографія, наукові статті з питань цивільного та сімейного права, пенсійного і цивільного процесуального права. В 1997, 1998 та 2000 роках нагороджувався дипломом лауреата конкурсу на найкраще юридичне видання. Підручник «Цивільне право України» у двох томах під редакцією доктора юридичних наук Дзери О. В. і доктора юридичних наук Кузнєцової Н. С. була визнана спілкою юристів України найкращим підручником 2000 року. У 2002 році О. В. Дзера отримав Премію імені Ярослава Мудрого за підготовку і видання підручників для студентів юридичних спеціальностей вищих закладів освіти.
13 грудня 1997 р. О. В. Дзера обраний академіком Академії наук Вищої школи України. У 2004 році обраний членом-кореспондентом Національної академії правових наук України. У 2009 році йому присвоєне почесне звання «Заслужений юрист України».
За роки викладацької діяльності підготував 22 кандидати та 3 доктори юридичних наук.

### Наукові праці
- «Сімейне право України» (1997 р.)
- «Зобов'язальне право» (1998 р.)
- «Цивільне право України» у двох книгах (1999 р., 2010 р.)
- «Право власності в Україні» (2000 р.)
- «Сімейне право України» (2002 р.)
- «Цивільне право України» (2004 р.)
- «Науково-практичний коментар Цивільного кодексу України» у 2 томах
- «Договірне право України» у 2 томах (2008 р.).